# Prąd Wiatrów Wschodnich
Prąd Wiatrów Wschodnich, Antarktyczny Prąd Wsteczny (dawniej: Dryf Wiatrów Wschodnich) – zimny prąd morski, płynący wzdłuż wybrzeży Antarktydy, w obrębie Oceanu Południowego.
Prąd Wiatrów Wschodnich opasuje cały kontynent, choć osłabia go przeszkoda w postaci Półwyspu Antarktycznego. Płynie on przeciwnie do Antarktycznego Prądu Okołobiegunowego, od którego jest dużo słabszy. Prąd Wiatrów Wschodnich transportuje zimą (w pobliżu południka zerowego) do 11 milionów m³ wody na sekundę (11 Sv); latem jest słabszy. Jego natężenie jest silnie zależne od pory roku, jako że lód morski w Antarktyce znacznie powiększa swój zasięg zimą.